# Vrsine
Vrsine falu Horvátországban Split-Dalmácia megyében. Közigazgatásilag Marinához tartozik.

## Fekvése
Split központjától légvonalban 23, közúton 39 km-re, Trogirtól 11 km-re nyugatra, községközpontjától 4 km-re északkeletre, Dalmácia középső részén fekszik.

## Története
Területe évszázadokig velencei fennhatóság alatt állt. 1797-ben a Velencei Köztársaság megszűnésével a település Habsburg Birodalom része lett. 1806-ban Napóleon csapatai foglalták el és 1813-ig francia uralom alatt állt. Napóleon bukása után ismét Habsburg uralom következett, mely az első világháború végéig tartott. 1857-ben 293, 1910-ben 605 lakosa volt. Az I. világháború után rövid ideig az Olasz Királyság, ezután a Szerb-Horvát-Szlovén Királyság, majd Jugoszlávia része lett. Lakossága 2011-ben 332 fő volt.

## Lakosság
| Lakosság változása | Lakosság változása | Lakosság változása | Lakosság változása | Lakosság változása | Lakosság változása | Lakosság változása | Lakosság változása | Lakosság változása | Lakosság változása | Lakosság változása | Lakosság változása | Lakosság változása | Lakosság változása | Lakosság változása | Lakosság változása |
| ------------------ | ------------------ | ------------------ | ------------------ | ------------------ | ------------------ | ------------------ | ------------------ | ------------------ | ------------------ | ------------------ | ------------------ | ------------------ | ------------------ | ------------------ | ------------------ |
| 1857               | 1869               | 1880               | 1890               | 1900               | 1910               | 1921               | 1931               | 1948               | 1953               | 1961               | 1971               | 1981               | 1991               | 2001               | 2011               |
| 293                | 0                  | 371                | 450                | 468                | 605                | 0                  | 0                  | 915                | 956                | 827                | 782                | 638                | 464                | 394                | 332                |

(1869-ben, 1921-ben és 1931-ben lakosságát Marinához számították. 1991-ben a lakosság csökkenését a település részeinek Poljica és Svinca településekhez, valamint a Seget községhez tartozó Seget Vranjicához csatolása okozta. 1990-ben és 1910-ben  az adatok Svinca lakosságát is tartalmazzák. 1961-ig az adatok egy részét Poljicához, 1971-ig Seget Vranjicához számították.)

## Nevezetességei
- Tekintettel arra, hogy a poljicai Szent Lukács templom kicsi volt a település méreteihez, Vrsinának pedig egyáltalán nem volt temploma az egyházi vezetés elhatározta, hogy a két település közé építenek új templomot és temetőt. Ebből a célból Josip Arnerić šibeniki püspök az akkori plébános közreműködésével földet vásárolt a Gorač nevű helyen. Az építés 1981 tavaszán kezdődött és karácsonykor már misézhettek is az új templomban, melyet Szent József tiszteletére szenteltek. A templomot 2011-ben teljesen megújították. Felszentelése 2011. július 25-én volt.[4]
- Keresztelő Szent János tiszteletére szentelt kápolnája az Ivankovi nevű településrészen áll. Felszentelése 2008. december 27-én, Szent János apostol ünnepén történt, mely után népünnepélyt rendeztek.[4]
- A település központjában a posta előtt négy méter magas kőkeresztet állítottak fel. A kereszt előtt a horvát címerrel és a himnuszból vett részlettel díszített kőoszlop áll, melyet a délszláv háborúban elesett három helyi fiatal emlékére emeltek.[4]